# Dercy de Verdade (minissérie)
Dercy de Verdade é uma minissérie brasileira produzida e exibida pela TV Globo de 10 a 13 de janeiro de 2012, em 4 capítulos.
Escrita por Maria Adelaide Amaral com a colaboração de Letícia Mey, baseada no livro Dercy de Cabo a Rabo, de autoria própria, com direção-geral e núcleo de Jorge Fernando, foi baseada na vida da atriz e comediante Dercy Gonçalves.
Contou com Fafy Siqueira, Heloísa Perissé, Samara Felippo, Tuca Andrada, Danton Mello, Nizo Neto, Cássio Gabus Mendes e Drica Moraes nos papéis principais.
Suas locações ocorreram nas cidades fluminenses de Santa Maria Madalena e Rio de Janeiro, e na cidade mineira de Tiradentes.

## Enredo
Nascida em Santa Maria Madalena, Dolores Gonçalves Costa foi criada pelo pai Manuel, que era alcoólatra e a batia muito, e abandonada por sua mãe, Margarida, que largou os sete filhos e o marido, ao descobrir a traição do mesmo.
Na cidade onde nasceu, Dolores trabalhava na bilheteria do cinema e ficava a admirar as artistas que contracenavam nas telas do cinema, e ficava imitando-as. Em casa, seu pai batia muito nela quando a via se maquiando igual as mulheres famosas, e dizia estar criando uma filha perdida, que não valeria nada e seria mulher da vida. Isso a magoava profundamente, e ela desejava a cada dia sair do inferno que era viver em sua casa, fugir para sempre das surras e humilhações do pai.
Dolores tenta ir embora para se livrar dos maus tratos de seu pai, e se livrar da cidade que a xingava de prostituta, pois andava toda maquiada e falando xingamentos. Ela também queria trabalhar na Companhia de Teatro Maria Castro, que chegou a sua cidade mas já estava de partida.
Fugiu de Santa Maria Madalena para Macaé aos 17 anos, no vagão de um trem, sonhando em ser artista. Ela conta com ajuda de sua irmã mais velha, Bita, que lhe dá dinheiro para fugir.
Antes de fugir, conhece sua primeira paixão, o ator da companhia, Pascoal. No meio da sua fuga, a polícia a acha no trem e ela inventa ao pai que Pascoal tirou sua pureza e assim o pai concede a viagem dos dois, exigindo que eles se casem, e acaba expulsando Dolores de sua vida.
Dolores chega a Macaé com Pascoal e passa a se apresentar com ele no teatro de Maria Castro. Eles vão a um cartório e se casam, mas Dolores mantém-se virgem após a união, por não ter conseguido levar o ato adiante, por ser tímida demais. O marido acaba por entender a esposa, e assim eles ficam convivendo como irmãos, até que eles ficam desempregados pois a dona do teatro, Maria Castro, teve que fechar as portas de sua companhia teatral para viajar e visitar a mãe doente.
Dolores e Pascoal passam a viajar pelo Brasil fazendo peças de teatro, até que chegam e passam a morar em Leopoldina. Pascoal contrai tuberculose e eles recebem ajuda de um médico, que o interna em Atibaia, interior paulista. Nessa época Dolores muda o nome para Dercy, em homenagem à primeira dama da época.
Vivendo na cidade de São Paulo, Dercy tenta se apresentar substituindo uma cantora famosa, pois quando adolescente cantava no coral da igreja, mas foi expulsa por cantar mais alto que outras meninas. Dercy, por ser muito tímida, não conseguiu cantar para a plateia do teatro paulista, e todos riem dela, e assim acabam suas chances de ser famosa em São Paulo.
Desesperada, ela conhece Isabel, uma atriz que lhe apresenta uma casa de prostituição. Mesmo sem saber o que se fazia dentro de uma casa de mulheres, ela tem que conseguir dinheiro para voltar ao interior de São Paulo e salvar o marido da tuberculose, e assim ela vai ao encontro de seu primeiro cliente, mas na hora ela começa a chorar e conta toda sua vida. O cliente, Valdemar, se emociona e dá dinheiro a ela, aconselhando-a a ir morar no Rio, que lá sim ela será artista.
Ela volta ao interior de São Paulo e diz ao marido que vai morar no Rio. Ele pede para ir junto e mesmo a contragosto, Dercy concorda que ele vá. Assim eles chegam a Cidade do Rio de Janeiro e passam a se apresentar, mas a saúde de Pascoal piora. No Rio, Dercy reencontra Valdemar e se tornam amigos. Ela resolve levar o marido de volta a Santa Maria Madalena e lá ele fica sendo cuidado pela irmã de Dercy, Bita, que se casou e abriu uma pensão. O pai humilha Dercy e o cunhado, marido de Bita, não gosta de sua presença. Isso tudo faz Dercy sofrer muito, mas promete que será um sucesso e que o pai terá muito orgulho dela.
Ao chegar no Rio, descobre estar tuberculosa e fica desesperada. Valdemar reaparece e a interna num sanatório, pagando toda as suas despesas. Ela fica imensamente agradecida ao amigo. O tempo passa e ela se vê apaixonada por ele. Pascoal piora de saúde e deixa Dercy, dizendo que ela se casará de novo. Ele morre e Dercy sofre muito, mas acha engraçado ser uma viúva virgem.
Dercy volta a se apresentar, inserindo a comédia nas apresentaçõs teatrais. Ela começa a namorar Valdemar, a quem se entrega apaixonadamente, tendo na sua primeira noite engravidado. Dercy, então, fica muito assustada por estar grávida e pede dinheiro a Valdemar para fazer um aborto. Ele não aceita isso e diz que cuidará da menina, apesar dele ser casado e ter quatro filhos.
Ele então, monta uma casa a Dercy, que tem sua filha, Maria Dercimar Gonçalves Senra, nascida dia 24 de dezembro de 1934 à meia-noite. O tempo passa e ela não aceita ser amante, dizendo para ele resolver a situação com a esposa, mas Dercy acaba por ter que criar a filha sozinha, pois Valdemar desaparece por uns anos, após registrar a menina.
Após o nascimento da filha ela passa por dificuldades, e passa a vender perfumes nos teatros que trabalha e assim vai tentando sustentar a menina. Três anos se passam até que reencontra Valdemar, pai de sua filha, e ela briga muito com ele, dizendo ter sido abandonada, mas ele diz que estava doente e não pôde mais visitá-las. Eles decidem ser amigos e ele promete vir ver Dercy e a menina quando puder, mesmo que leve anos para a sua volta, pois está com problemas familiares. Dercy aceita, mas fica muito apreensiva.
Para trabalhar com o mesmo ritmo de antes, ela deixa Maria Dercimar aos cuidados de Bita, que veio morar em Niterói com o marido e a filha, e trouxe o pai doente. Dercy passa a ajudar a irmã nas despesas da criação de sua filha. Ela reencontra o pai e ele conhece a neta, pede perdão a Dercy, que o perdoa de tudo. Algumas semanas depois, internado, ele morre, e Dercy entra em uma passageira depressão.
Dercy conhece e se apaixona perdidamente pelo acrobata de circo Vito Tadei. Ela sempre disse que esse sim foi o homem que lhe deu prazer em sua vida íntima e que a mais fez feliz como mulher. Dercy possuía muitos ciúmes dele e sempre vivam entre tapas e beijos, numa relação tórrida de amor, até que ela se separa dele ao flagrá-lo traindo-a, para sua imensa tristeza.
Sozinha e decepcionada com os homens, volta a brilhar nos palcos e a cada dia mais fazer sucesso com o público, contando piadas, fazendo musicais, mexendo com as pessoas da plateia e dizendo palavras engraçadas e liberais.
Nesse meio tempo conhece o jornalista Augusto Duarte. Eles passam a ter um caso e resolvem se casar, mesmo Dercy não estando apaixonada: ela só queria um homem que assumisse sua filha e para poder ser de fato casada, pois toda a sociedade a recriminava e a difamava por não ter marido com uma filha para criar, e por Dercy falar palavrões nos shows de teatro.
Dercy foi feliz nos primeiros anos de casada, mas depois passa a ser infeliz no casamento, vivendo uma relação de amor e ódio com Augusto. Dercy descobre ser roubada e traída pelo marido, e se desespera, mas não tem outra saída e mesmo com ciúmes dele, aceita, pois ele ajudou colocá-la no topo de sua carreira e seu nome na fachada dos grandes teatros, mas o principal motivo para aguentar um marido assim era que Dercy queria que sua filha não fosse ridicularizada na sociedade por não ter um pai presente e sofrer preconceitos. Ela passa a criar a filha com Augusto e com ele viveu por 20 anos.
Dercy criou sua filha de maneira brilhante, com todo carinho e luxo que alguém poderia ter. A menina, criada como princesa em uma mansão do Rio de Janeiro, vivia com a mãe e o padrasto. Recebia aulas de etiqueta de uma governanta francesa, também tinha orientaçãos de como uma moça deveria se portar com os rapazes: a filha de Dercy não podia nem tocar na mão de um rapaz e conversar somente de longe, tinha uma educação rígida, além de aulas de música e língua estrangeira. Dercy era muito amiga de sua filha, se davam muito bem, e queria que a menina fosse diferente de tudo que um dia Dercy foi: da pobreza que viveu, da família desunida que teve e também porque as pessoas falavam mal de Dercy, e ela não queria dar motivos para a filha também ser falada mal. Maria Dercimar, pela severa e esmerada educação que teve, casou-se virgem aos 30 anos, com seu único namorado, Luís Paulo, em uma festa de gala, digna de rainha.
Separou-se de Augusto por não mais aguentar a situação a qual vivia, era traída no seu ambiente de trabalho e descobriu que o marido tinha lhe roubado uma grande quantia e comprado com esse dinheiro uma casa para sua amante, Olímpia. Isso foi o limite de Dercy, que não admitiu o marido usar seu dinheiro para dar luxo a uma de suas amantes. Dercy, então, entrou em depressão e prometeu não mais se envolver seriamente com ninguém, até que conheceu seu amor platônico, Homero Kossak, um rapaz bem mais jovem, que deixou Dercy totalmente apaixonada, mas eles não tiveram nada, pois o rapaz a procurou porque queria ajuda para chegar em uma moça que não dava atenção a ele. Dercy fica decepcionada, mas ajuda o amigo, e ela revela a Homero sua paixão. Ele entende Dercy e sente carinho por ela, mas o rapaz lhe indica terapia, e Dercy passa a fazer psicanálise para entender sua vida e porque foi se apaixonar loucamente por um homem bem mais jovem. Assim, ela e Homero se tornaram grandes amigos pela vida toda.
Dercy começa a fazer terapia com Dr Simão, homem muitos anos mais novo, e passa a ter uma caso de amor com ele, apesar dele ser casado. A relação entre os dois durou mais de 25 anos. Terminaram de forma amigável.
Depois de muitos e muitos anos, ela acaba reencontrando Valdemar, que diz não tê-la procurado esse tempo todo por estar muito doente e que agora está com poucos meses de vida. Eles se abraçam e Dercy passa a cuidar dele até o fim de sua vida, por consideração e amizade que tinham, e por Valdemar ter lhe dado o maior presente que já teve, que era Maria Dercimar.
Dercy Gonçalves, já com carreira consolidada e feliz, formou uma família unida, com genro, filha e netos, além de sua irmã querida e amigos sinceros, como Clô Prado, sua amiga confidente e que lhe escreveu peças de teatro.
A grande atriz Dercy continua a ser uma mulher independente e muito querida, ainda trabalhando em teatro e passando a trabalhar na televisão, se apresentar em rádios e ser uma artista completa. Ela se torna uma grande mulher, uma grande dama da sociedade, sendo uma atriz respeitada e muito aplaudida por todos.

## Elenco

### Primeira fase
| Interprete          | Personagem       |
| ------------------- | ---------------- |
| Heloísa Périssé     | Dercy Gonçalves  |
| Fernando Eiras      | Eugênio Pascoal  |
| Cássio Gabus Mendes | Ademar Martins   |
| Walter Breda        | Manuel Gonçalves |
| Rosi Campos         | Bita Gonçalves   |
| Rose Abdala         | Maria Castro     |

### Segunda fase
| Interprete             | Personagem        |
| ---------------------- | ----------------- |
| Fafy Siqueira          | Dercy Gonçalves   |
| Samara Felippo         | Decimar Gonçalves |
| Tuca Andrada           | Augusto Duarte    |
| Drica Moraes           | Clô Prado         |
| Armando Babaioff       | Homero Kossac     |
| Danton Mello           | Carlos Manga      |
| Nizo Neto              | Chico Anysio      |
| Eduardo Galvão         | Walter Pinto      |
| Vanessa Goulart        | Eleonor Bruno     |
| Bruno Boni de Oliveira | Boni              |
| Yaçanã Martins         | Helga             |
| Pedroca Monteiro       | Marco Nanini      |

### Participações especiais
| Interprete          | Personagem               |
| ------------------- | ------------------------ |
| Dercy Gonçalves     | Ela mesma (em gravações) |
| Luisa Périssé       | Dercy (adolescente)      |
| Ricardo Tozzi       | Vito Tadei               |
| Mayana Neiva        | Olímpia                  |
| Paula Burlamaqui    | Isabel de Oliveira       |
| Humberto Carrão     | Arnald                   |
| Hilda Rebello       | Zuleide                  |
| Daniel Boaventura   | Dr. Simão                |
| Emiliano Queiroz    | Alberico                 |
| Bruna Spínola       | Ana Luíza                |
| Guilherme Gonzalez  | Zé                       |
| Maria Carol Rebello | Lucinha                  |
| Álvaro Diniz        | Álvaro Castro            |
| Anderson di Rizzi   | Jararaca                 |
| André Rebustini     | Anísio                   |
| Anja Bittencourt    | Dona Conceição           |
| Anthero Montenegro  | Trapezista               |
| Camilo Bevilacqua   | Padre                    |
| Carlos Loffler      | Oscarito                 |
| Claudia Rangel      | Diana                    |
| Fabio Bianchini     | Álvaro Assunção          |
| Hélio Ribeiro       | Médico                   |
| Hilton Castro       | Ratinho                  |
| Homero Kossac       | Psicanalista             |
| Isabella Dionísio   | Vedete                   |
| Izlene Cristina     | Luz del Fuego            |
| Júlio Levy          | Duque                    |
| Karina Dohme        | Vedete                   |
| Lucy Freitas        | Vedete                   |
| Luiz Sergio Lima    | Zinho                    |
| Max Wilson          | Diogo                    |
| Nilton Bicudo       | Assistente de palco      |
| Ricardo Pavão       | Diretor do clube         |
| Roberto Lobo        | delegado                 |
| Xando Graça         | Seu Arruda               |

## Exibição
Foi reapresentada no festival Luz, Câmera, 50 Anos no dia 21 de janeiro de 2015, em formato de telefilme.
Foi reexibida na íntegra pelo Viva de 11 de junho a 2 de julho de 2016, às 22h45. Foi reexibida pela segunda vez no Viva nos domingos entre 6 e 27 outubro de 2019, às 23h45, substituindo Maysa: Quando Fala o Coração e sendo substituída por Abolição. Foi reexibida pela terceira vez no Viva de 8 a 29 de janeiro de 2022, com transmissão aos sábados ás 20h30, sendo substituída por O Canto da Sereia. Foi reexibida pela quarta vez no Viva entre 1.° e 21 de julho de 2023, com transmissão aos sábados às 16h15, substituindo Xou da Xuxa e sendo substituída pelo especial Fernanda e Nathalia: Amigas de Uma Vida.

## Audiência
O primeiro episódio teve média de 24 pontos.  No segundo dia, registrou 26 pontos de média. No último capítulo alcançou 22 pontos. Teve média geral de 24 pontos.